# Insook Bhushan
Insook Bhushan (Seul, 17 de fevereiro de 1952), é uma mesa-tenista sul-coreana naturalizada estado-unidense tricampeã individual dos Jogos Pan-Americanos.